# Søren Holth
Søren Holth, född 21 juli 1863 på Nes på Romerike, död 23 september 1937 i Vestre Aker, var en norsk oftalmolog.
Holth blev candidatus medicinæ 1890, innehade praktik i Drammen, men reste utomlands för att studera ögonsjukdomar, blev doctor medicinæ 1896 på avhandlingen Det normale Synsorgans indirekte Stirreblindhed och var assistent vid Rikshospitalets ögonavdelning 1899–1905.
Holth utökade på flera områden det oftalmologiska vetandet; han angav nya metoder för att bestämma ögats refraktion (kineskopi och skiakineskopi), förbättrade keratografins teknik och angav nya operationsmetoder, särskilt vid glaukom (iridencleisis, anläggande av en fistel i främre ögonkammaren och den limbala sklerektomin) och vid näthinneavlossning. Några av dessa operationer väckte så stor uppmärksamhet, att han hämtades till utlandet för att demonstrera dem. Han utsände en mängd meddelanden i norska och utländska tidskrifter. Han tilldelades 1919 Fridtjof Nansens belønning for fremragende forskning.